# Albarà
Un albarà, llista d'embarcament o llista de presència és un document d'enviament que acompanya els paquets enviats, en general dins d'una bossa d'enviament adjunt o dins del mateix paquet, que normalment inclou un llista detallada del contingut del paquet i no inclou els preus als clients. Serveix per informar a totes les parts, incloses les agències de transport, les autoritats governamentals i els clients, sobre el contingut del paquet.
Antigament, un albarà era una acreditació d'una ordre o concessió reial, i estava signat pel mateix Rei. Solia estar escrit en lletra d'albarans.